# کوچ‌بائیر (بایبورد)
کوچ‌بائیر (به ترکی استانبولی: Koçbayır) (به کردی: Pûrge) یک منطقهٔ مسکونی در ترکیه است که در بایبورد واقع شده‌است. کوچ‌بائیر ۱۱۳ نفر جمعیت دارد.